# Латкинский
Латкинский — посёлок в Тюменцевском районе Алтайского края. Входит в состав Королёвского сельсовета.

## История
Основан в 1918 году. В 1928 году состоял из 58 хозяйств, основное население — русские. В административном отношении посёлок находился в составе Карповского сельсовета Тюменцевского района Каменского округа Сибирского края.

## Население
| 1926 | 1997 | 1998 | 1999 | 2000 | 2001 |
| ---- | ---- | ---- | ---- | ---- | ---- |
| 266  | ↘67  | ↗72  | ↘70  | ↗101 | ↘84  |
| 2002 | 2003 | 2004 | 2005 | 2006 | 2007 |
| ↘76  | ↗77  | ↘69  | ↘61  | ↗62  | ↘54  |
| 2008 | 2009 | 2010 | 2011 | 2012 | 2013 |
| ↘52  | ↘48  | ↘34  | ↗35  | →35  | ↗36  |

## Улицы
В селе имеются две улицы: Боровая и Центральная.